# Bert Cöll
Bert Cöll (* 1948 in Ortenburg) ist ein deutscher Schauspieler sowie Werbe-, Synchron-, Hörspiel- und Off-Sprecher.

## Biografie
Cöll absolvierte zwischen 1974 und 1977 ein Sprachstudium an der Fachhochschule Köln und ist seit 1978 als Schauspieler und Synchronsprecher aktiv. In den 1980er-Jahren spielte Cöll im Millowitsch-Theater (Stück: Irma La Douce) und im Grenzlandtheater Aachen (Stück: Arsen und Spitzenhäubchen). Im Fernsehen war Cöll neben einigen Kurz- und Dokumentarfilmen untere anderem in Nebenrollen in Unter uns und Zimmer frei! aktiv. 2020 übernahm er die Rolle Walter Lübckes in dem Fernsehfilm Schuss in der Nacht – Die Ermordung Walter Lübckes. Cöll lebt in Köln.

## Filmografie
- 1990: Prozesse der Weltgeschichte – Jan Hus
- 2011: Heimkehr (Kurzfilm)
- 2012: Petrol 8 (Kurzfilm)
- 2012: Bitte nicht stören (Kurzfilm)
- 2012: Der große Comedy Adventskalender 2012 (RTL)
- 2012: Unter uns (als Herbert Solokowski)
- 2013: Zimmer frei!
- 2014: Weiße Steine (Kurzfilm)
- 2015: Lindenstraße
- 2018: Neo Magazin Royale
- 2020: Schuss in der Nacht – Die Ermordung Walter Lübckes

## Synchronisation
- 1988: Der tapfere kleine Toaster (als Radio)
- 2011: Torture made in USA (Erzähler)
- 2012: Gatekeepers (Erzähler)

## Hörspiele (Auswahl)
- 2004: Reinhard Kuhnert: Gemeinsam der Zukunft entgegen. Eine phantastische Feierstunde zum Jahrestag der Sozialistischen Republik Deutschland – Regie: Reinhard Kuhnert, Hilmar Bachor (Feature – WDR)
- 2013: Benno Hurt: Lebenslinien: Eine Reise ans Meer (Hausmeister) – Regie: Christoph Pragua (Hörspielbearbeitung – WDR)
- 2017: Heinz Helle: Eigentlich müssten wir tanzen (Herr Huber) – Regie: Martin Heindel (Hörspielbearbeitung, Kriminalhörspiel – WDR)

## Hörbücher (Auswahl)
- 2012: The Speckled Band

## Computerspiele
- 1998: Die Siedler 3
- 1999: Löwenzahn 3 (als Ja-Pilz)
- 2000: Löwenzahn 4 (als Off-Sprecher, Vater und Computer)
- 2001: Flugzeuge bauen mit Willy Werkel (als Willy Werkel)
- 2002–2009: Fritz & Fertig – Schach für Außerirdische (2009) (als König Bunt, Bayerischer Bauer & Freibauer)
- 2003: Eine Woche voller Samstage (als Herr Mon & Herr Oberstein)
- 2003: Jim Knopf und Lukas der Lokomotivführer (als Gelehrter)
- 2003: Häuser bauen mit Willy Werkel (als Willy Werkel)
- 2005: Raumschiffe bauen mit Willy Werkel (als Willy Werkel)
- 2015: The Witcher 3: Wild Hunt (als Vesemir)
- 2016: Civilization VI (als Barbarossa)